# Luostotunturit
Luostotunturit är en bergskedja i Finland.   Den ligger i landskapet Lappland, i den norra delen av landet, 800 km norr om huvudstaden Helsingfors.
Luostotunturit sträcker sig 31 km i sydostlig-nordvästlig riktning. Den högsta toppen är Pyhätunturi, 540 meter över havet.
Topografiskt ingår följande toppar i Luostotunturit:
- Huttutunturi
- Kapusta
- Latvavaara
- Orresokka
- Pyhätunturi